# Arthropleura
Arthropleura és un gènere d'artròpodes milpeus extints que van viure a l'actual Amèrica del Nord i Europa fa uns 345 a 290 milions d'anys, des de l'etapa Viseà del període Carbonífer inferior fins a l'etapa Sakmarià del període Permià inferior.
Les espècies del gènere són els invertebrats terrestres més grans coneguts de tots els temps, i haurien tingut pocs, si n'hi hagués cap, depredadors.

## Morfologia
A. armata va créixer fins a fer 2,5 metres de llarg. S'han trobat rastres d'Arthropleura de fins a 50 centímetres d'ample a Joggins, Nova Escòcia. El 2021 es va informar d'un fòssil, probablement un exoesquelet cobert (exúvia) d'un Arthropleura amb una amplada estimada de 55 centímetres, una longitud d'1,9 metres a 2,63 metres i una massa corporal de 50 kg.

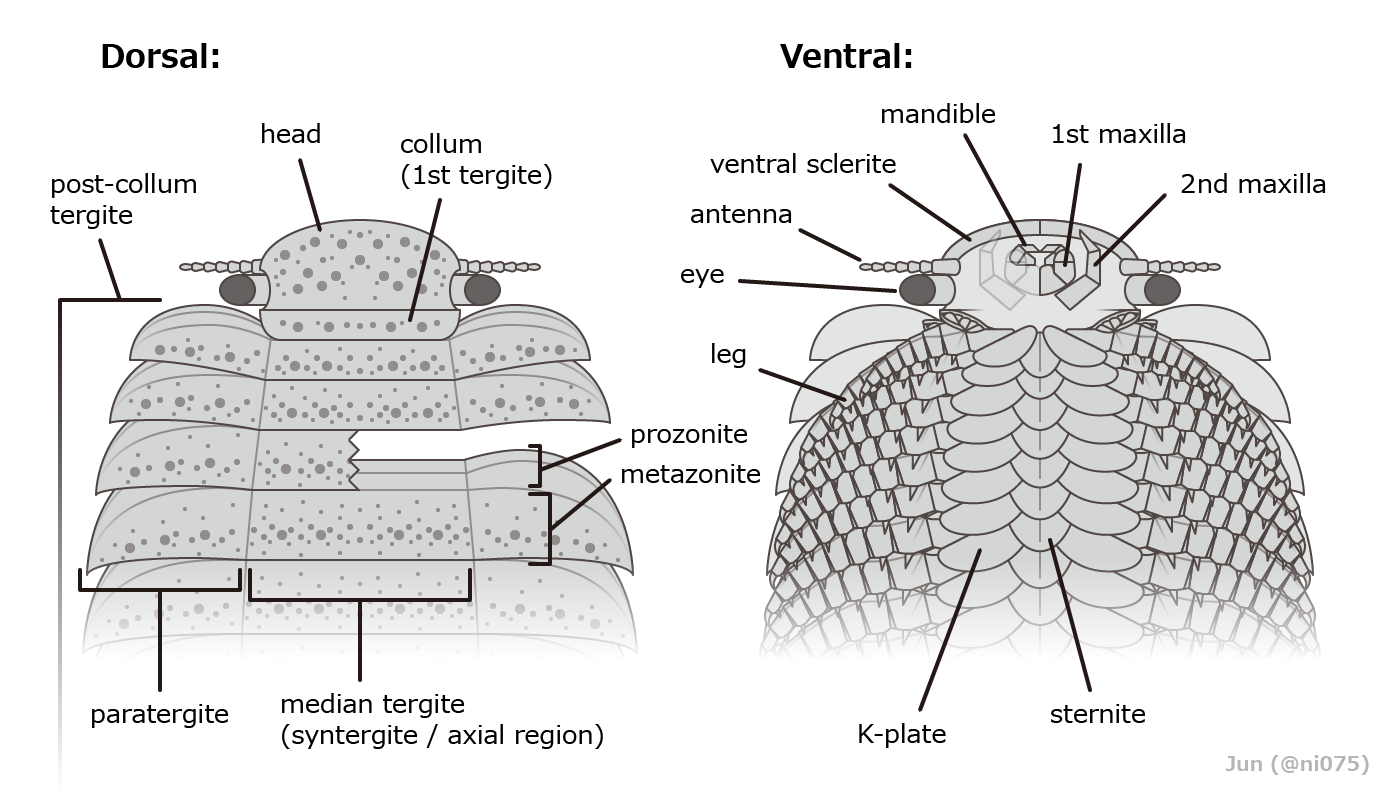
Morfologia anterior d'A. armata

Arthropleura va poder créixer més gran que els artròpodes moderns, en part a causa de la major pressió parcial d'oxigen a l'atmosfera terrestre en aquell moment i en part a causa de la manca de grans depredadors de vertebrats terrestres.

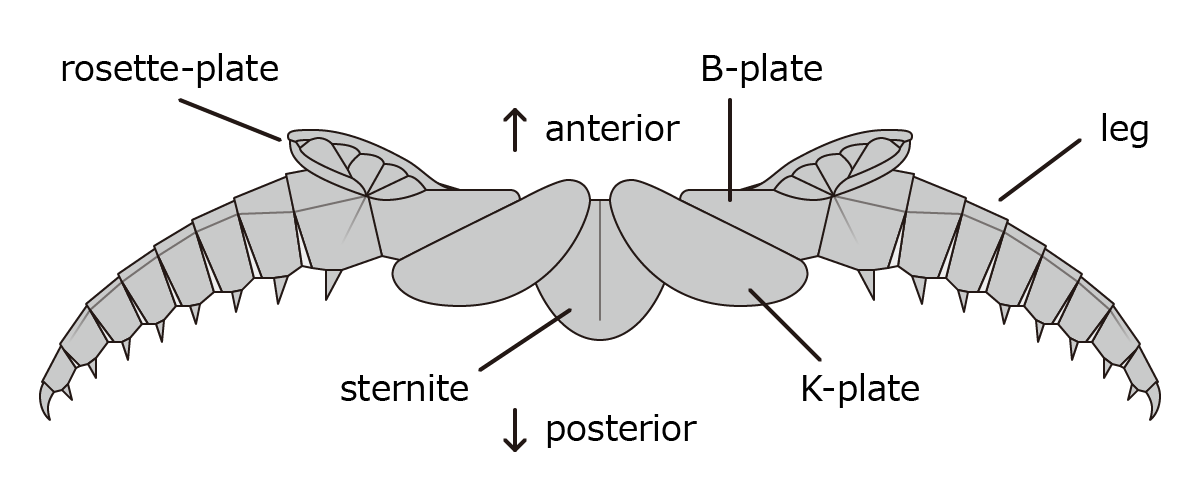
Potes i estructures associades

Arthropleura es caracteritza per una sèrie de tergites (exoesquelet dorsal) ben desenvolupats que tenen tres lòbuls com un trilobit, amb les superfícies dorsals cobertes per molts tubercles. El cap és gairebé desconegut, ja que la placa oval anterior davant del primer tergit trilobat, que abans es pensava que era l'escut del cap, es va considerar un collum (primer tergit del tronc de milpeus) per estudis posteriors. Segons el descobriment d'altres artropleurids (Microdecemplex), el cap podria haver tingut antenes no filamentoses i òrgans semblants a trompetes. S'estima que Arthropleura tenia un nombre de tergites trilobades que oscil·lava entre 28 i 32.

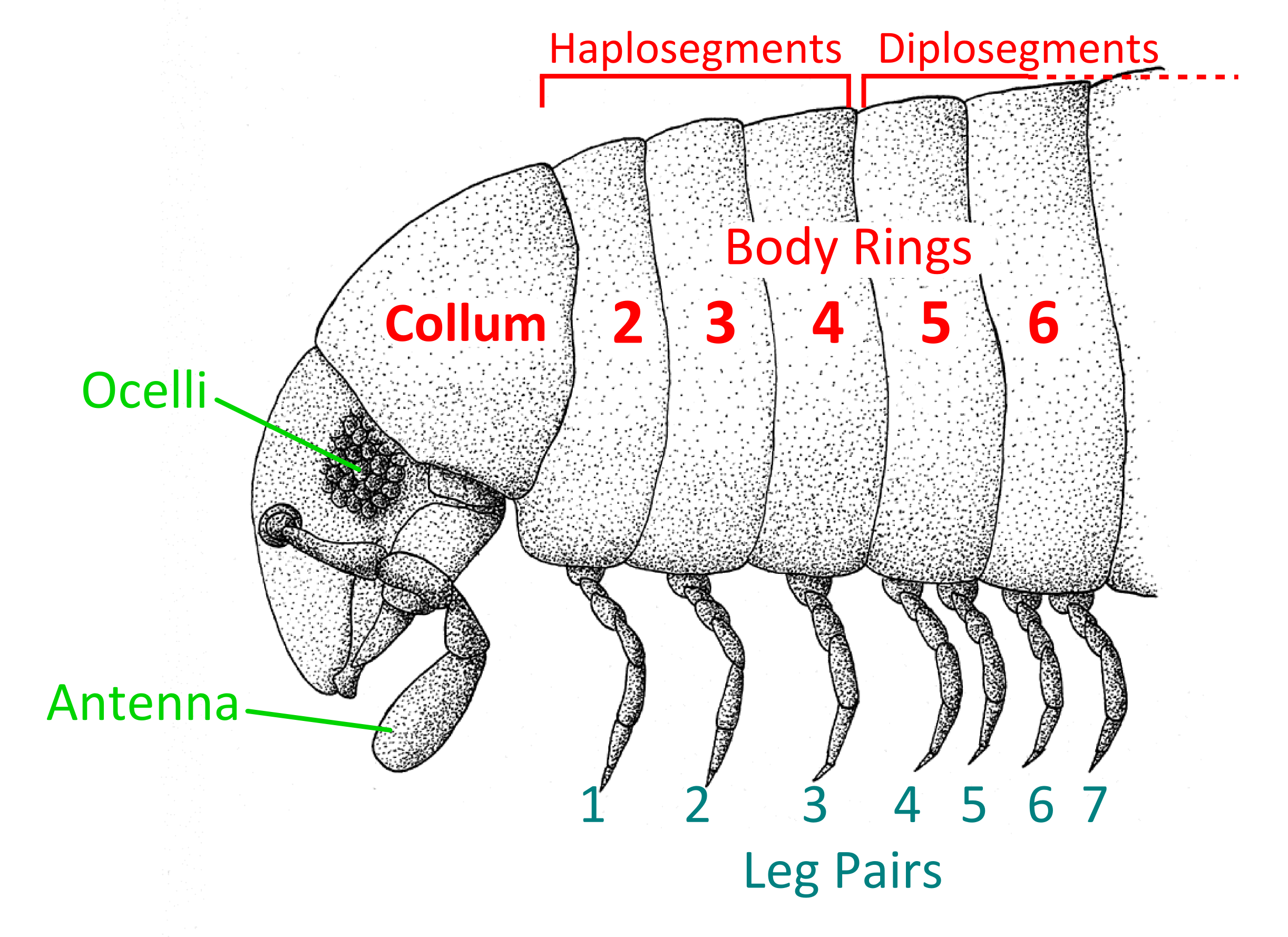
Anatomia del milpeus modern per a comparació
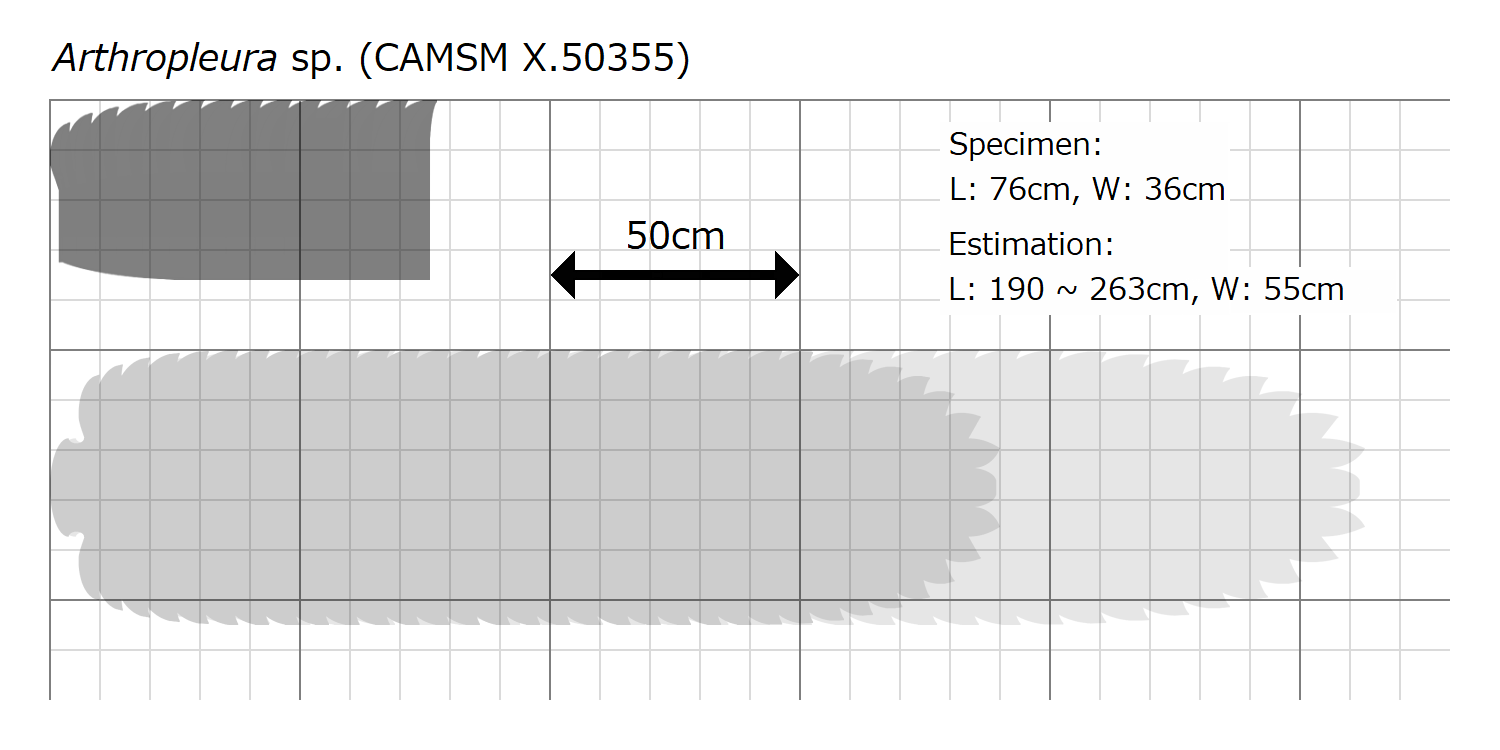
Estimació de la mida de l'exemplar més gran

L'alineació entre la pota i el tergites no s'entén bé, però almenys es creu que va ser diplopoda en cert grau: dos parells de potes per tergites, com el milpeus modern. Al costat de l'esternita mitjana, hi havia tres parells de plaques ventrals situades al voltant de cada parell de potes, és a dir, plaques K, B i roseta, i es pensava que les plaques B o K eren òrgans respiratoris. El cos acabava amb un tèlson trapezoïdal.

## Paleobiologia

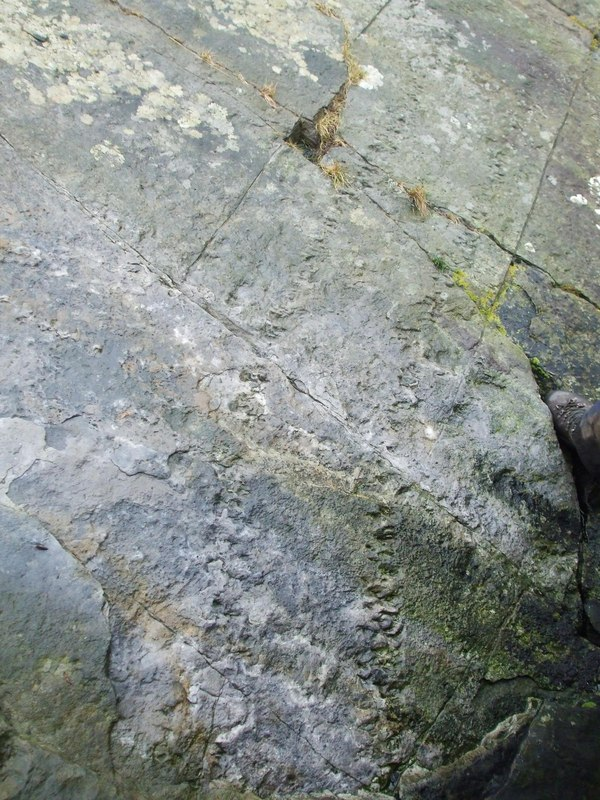
Petjades fòssils dArthropleura, port de Laggan, illa d'Arran, Escòcia. Aquest sender és l'exemplar tipus del icnotàxon Diplichnites cuithensis

Es creu que tots els fòssils d'Arthropleura trobats són exúvia (parts de la muda). La bona conservació de les seves primes exúvies, plaques de contrafort al voltant de la base de les potes i evidències de petjades fòssils de 3 cm de profunditat (és a dir, l'icnotàxon Diplichnites cuithensis) suggereixen que tenien un exoesquelet robust i vagaven per la terra. Una vegada es pensava que Arthropleura vivia principalment als boscos de carbó. Tanmateix, probablement va viure una vida independent del bosc, ja que es van trobar petjades fòssils en zones més obertes i es van trobar fòssils fins i tot després del col·lapse de la selva tropical del Carbonífer.
No hi ha proves sòlides de la dieta d'Arthropleura, ja que els fòssils que abans es consideraven copròlits, inclosos els fragments de licopodiòpsides i les espores de pteridòfits, es consideren més tard una mera coexistència de fòssils vegetals i restes d'exúvia. No obstant això, encara s'accepta la interpretació d'una dieta herbívora, i s'estima que Arthropleura pot haver menjat no només espores, sinó també esporofil·les i llavors, a causa de la seva enorme mida que possiblement requeria molta nutrició.

## Extinció
Anteriorment, l'extinció d'Arthropleura s'atribuïa a la disminució del bosc de carbó. Tanmateix, s'han descobert molts fòssils fins i tot després del col·lapse de la selva tropical del Carbonífer, i s'estima que la mateixa Arthropleura va viure una vida independent del bosc.
Una proposta més recent és que la diversificació dels tetràpodes i la dessecació de l'equador van provocar que s'extingís.

## En la cultura popular
Artropleura surt a l'episodi 2, corresponent a la vida als boscos d'aiguamolls del Carbonífer, de la sèrie documental Walking with Monsters, de la BBC.